# Rally Villa de Llanes de 2014
El Rally Villa de Llanes de 2014 fue la 38.ª edición y la octava ronda de la temporada 2014 del Campeonato de España de Rally. Se disputó entre el 16 de septiembre y el 17 de septiembre y contó con un itinerario de diez tramos sobre asfalto que sumaban un total de 175,52 km cronometrados.
El ganador fue Miguel Ángel Fuster que logró su primera victoria en la prueba además de sumar la segunda de la temporada con el Ford Fiesta R5. Segundo fue el piloto andorrano del equipo Suzuki Joan Vinyes acompañado en el podio por su compañero de equipo Gorka Antxustegui, ambos a los mandos de sendos Suzuki Swift S1600. Fuster marcó cuatro scratch y lideró la prueba de principio a fin mientras que su principal rival Sergio Vallejo sufrió una salida en el segundo tramo que le hizo perder mucho tiempo y se quedó fuera de carrera. A pesar de ello terminó la prueba y conservó el liderato del campeonato de España de rally.

## Itinerario y resultados
| Día   | Tramo | Nombre               | Hora  | Distancia | Ganador               | Tiempo       | Veloc. media | Líder rally         |
| ----- | ----- | -------------------- | ----- | --------- | --------------------- | ------------ | ------------ | ------------------- |
| Día 1 | SS1   | Nueva - Labra 1      | 08:30 | 19,9 km   | Miguel Ángel Fuster   | 13:27.1      | 88,76 km/h   | Miguel Ángel Fuster |
| Día 1 | SS2   | Arriondas - Carmen 1 | 09:18 | 22,2 km   | Miguel Ángel Fuster   | 13:58.8      | 95,28 km/h   | Miguel Ángel Fuster |
| Día 1 | SS3   | Nueva - Labra 2      | 11:33 | 19,9 km   | Sergio Vallejo        | 13:20.4      | 89,51 km/h   | Miguel Ángel Fuster |
| Día 1 | SS4   | Arriondas - Carmen 2 | 12:21 | 22,2 km   | Miguel Ángel Fuster   | 13:52.1      | 96,05 km/h   | Miguel Ángel Fuster |
| Día 1 | SS5   | La Tornería 1        | 15:51 | 11,37 km  | Miguel Ángel Fuster   | 7:03.7       | 96,61 km/h   | Miguel Ángel Fuster |
| Día 1 | SS6   | Gamoneu 1            | 16:29 | 9,94 km   | Neutralizado          | Neutralizado | Neutralizado | Miguel Ángel Fuster |
| Día 1 | SS7   | Siejo - Puertas 1    | 17:27 | 24,35 km  | Sergio Vallejo        | 14:28.8      | 100,90 km/h  | Miguel Ángel Fuster |
| Día 1 | SS8   | La Tornería 2        | 19:07 | 11,37 km  | Sergio Vallejo        | 7:00.4       | 97,36 km/h   | Miguel Ángel Fuster |
| Día 1 | SS9   | Gamoneu 2            | 19:45 | 9,94 km   | Jonathan Pérez Suárez | 6:15.3       | 95,35 km/h   | Miguel Ángel Fuster |
| Día 1 | SS10  | Siejo - Puertas 2    | 20:43 | 24,35 km  | Sergio Vallejo        | 14:29.4      | 100,83 km/h  | Miguel Ángel Fuster |

## Clasificación final
| Pos. | Piloto                | Copiloto             | Automóvil               | Tiempo    | Diferencia |
| ---- | --------------------- | -------------------- | ----------------------- | --------- | ---------- |
| 1.   | Miguel Ángel Fuster   | Ignacio Aviñó        | Ford Fiesta R5          | 1:44:38.5 | 0.0        |
| 2.   | Joan Vinyes           | Jordi Mercader       | Suzuki Swift S1600      | 1:46:33.8 | +1:55.3    |
| 3.   | Gorka Antxustegui     | Alberto Iglesias Pin | Suzuki Swift S1600      | 1:47:07.7 | +2:29.2    |
| 4.   | Jonathan Pérez Súarez | René Rua             | Mitsubishi Lancer Evo X | 1:47:20.2 | +2:41.7    |
| 5.   | Surhayen Pernía       | Carlos del Barrio    | Mitsubishi Lancer Evo X | 1:48:00.3 | +3:21.8    |
| 6.   | Daniel Marbán         | Víctor Ferrero       | Lotus Exige 260 Cup     | 1:49:01.3 | +4:22.8    |
| 7.   | Marco Lorenzo         | Rodolfo del Barrio   | Mitsubishi Lancer Evo X | 1:51:34.8 | +6:56.3    |
| 8.   | Joan Carchat          | Claudi Ribeiro       | Mitsubishi Lancer Evo X | 1:51:41.0 | +7:02.5    |
| 9.   | Daniel Peña           | Raúl Celis           | Citroën DS3 R3T         | 1:51:47.1 | +7:08.6    |
| 10.  | Víctor Pérez Silva    | Iván Iglesias        | Peugeot 208 VTi R2      | 1:52:04.5 | +7:26.0    |